# Maen Addwyn
Der Menhir (englisch Standing stone) Maen Addwyn (auch Maenaddwyn oder Maen Fabli genannt), der wahrscheinlich aus der Bronzezeit stammt (2300 bis 800 v. Chr.), steht in einer Feldmauer, unmittelbar an der Straße, nördlich von Capel Coch auf der Insel Anglesey in Powys in Wales.
Der efeubedeckte etwa 3,0 m hohe, 1,1 m breite und 0,7 m dicke Stein hieß früher Maen Fabli. 
Etwa 500 m weiter nördlich bei LLanfihangel Tre’r Beirdd steht ein weiterer Stein. Er steht an der Kreuzung in Maenaddwyn, dem er den Namen gab.